# Conservatorismo verde
Il conservatorismo verde  - detto anche eco-conservatorismo - è una variante del conservatorismo che incorpora elementi culturali e ideologici propri dell'ambientalismo. 

## Ideologia
La nascita di correnti "ambientaliste" nel panorama politico conservatore, avvenne in Europa e Nordamerica negli anni ottanta del XX secolo, a seguito della formazione di movimenti e partiti politici di ispirazione ecologista, ed in reazione ai danni e ai guasti procurati al patrimonio artistico-ambientale dal processo di industrializzazione. Questa corrente tradizionale del movimento verde interpreta l'azione ecologista principalmente in termini compensativi e difensivi, come risposta al deterioramento dell'habitat naturale, senza però affrontare le conseguenze sociali di questo processo.
Pertanto, il conservatorismo verde coniuga i princìpi del conservatorismo classico, quali il rispetto per la tradizione, la famiglia e la religione, con le tematiche relative alla difesa e tutela dell'ambiente, proprie invece dell'ideologia ecologista. Autorevole esponente del pensiero conservatore nella sua variante ecologista è il filosofo britannico Roger Scruton, secondo il quale:
L'abbinamento tra conservatorismo ed ecologismo viene proposto anche da un altro filosofo politico britannico, John Gray:
Nel complesso del vasto ed eterogeneo movimento ambientalista, la corrente politicamente conservatrice, rappresenta una minoranza, dato che movimenti e partiti politici, in tutto il mondo, sono per la maggior parte ascrivibili alla sinistra dello schieramento politico. A differenza infatti degli altri gruppi appartenenti all'ideologia ambientalista, che hanno una visione globalista sui temi che la caratterizzano, quello di orientamento conservatore focalizza la propria attenzione in via del tutto prioritaria sulla preservazione di ambienti, paesaggi, comunità e pratiche locali. Su quest'ultimo aspetto, palese è l'affinità del conservatorismo verde con il conservatorismo nazionale. Altro elemento di differenza è il sostegno dato in genere al liberismo in campo economico.
A livello politico, personalità autorevole del "conservatorismo verde" è considerato il politico conservatore britannico David Cameron, già primo ministro del Regno Unito dal 2010 al 2016.

## Nel mondo
Il conservatorismo verde è particolarmente diffuso nei paesi di matrice anglosassone, quali Australia, Canada, Gran Bretagna, Nuova Zelanda e Stati Uniti d'America, in cui risulta essere una corrente all'interno dei partiti conservatori di quei paesi. Nel 1970, il primo ministro britannico Edward Heath, del Partito Conservatore, istituì il Dipartimento di Stato per l'Ambiente.